# The Scotsman
The Scotsman är en skotsk dagstidning baserad i Edinburgh som har utgivits sedan 25 januari 1817.
I februari 2016 hade den en upplaga på 22 740.